# Patrizibruderschaft
Die Patrizibruderschaft war eine katholische Bruderschaft, die in Wenigzell in der Oststeiermark die Wallfahrten zum Bildnis des Heiligen Patrizius in der örtlichen Pfarrkirche organisierte.
Wallfahrten zum Bildnis des Hl. Patrizius in Wenigzell werden erstmals 1682 erwähnt. 1692 gründete dann Pfarrer Georg Tentius die Bruderschaft zum Hl. Patrizius, die durch Papst Innozenz XII. bestätigt und mit mehreren Ablässen ausgestattet wurde.
Der Zulauf zum Hl. Patrizius nach Wenigzell nahm in den folgenden Jahren so stark zu, dass am Patrizitag 1716 in der Pfarrkirche ein Wallfahrer erdrückt wurde und zwei weitere in Lebensgefahr gerieten. Zur besseren Betreuung der Wallfahrer mussten ab 1727 ständig zwei Kapläne in Wenigzell wirken, außerdem wurde der Bau der Pfarrkirche zwischen 1733 und 1735 durch einen geeigneteren Neubau ersetzt. Um die Mitte des 18. Jahrhunderts kamen 22 Prozessionen regelmäßig nach Wenigzell, außerdem gab es zahlreiche Einzelprozessionen, die zur Einlösung eines Gelübdes durchgeführt wurden. Die Wallfahrer opferten damals anstelle von Geld Votivgaben aus Eisen, die das dem Schutz des Heiligen anvertraute Vieh abbilden.
Ein Brief aus dem Jahre 1765 dokumentiert die Aktivitäten der Bruderschaft. Sie beging jährlich zwei Feste: Das Titularfest des Hl. Patrizius sowie den Bruderschaftsumgang am Pfingstmontag. Außerdem finanzierte sie vier Totenvigilien und Totenmessen an den vier Quatembern. Weiterhin bezahlte die Bruderschaft die Ausgaben für Andachtsbilder, die an die Wallfahrer verteilt wurden, und von denen sich noch einige bis in die heutige Zeit erhalten haben.
1770 wurde eine Reliquie des Hl. Patrizius erworben und ab 1777 wurde die Anzahl der Kapläne auf drei erhöht, so dass einschließlich des Pfarrers nunmehr vier Geistliche die Wallfahrten betreuten.
Kaiser Joseph II. verbot 1783 die Wallfahrten, und auch die Patrizibruderschaft wurde aufgehoben. Im selben Jahr wurden auch die Votivbilder aus der Kirche entfernt. 1787 wurde die Anzahl der Kapläne auf einen vermindert.
Im Biedermeier lebte die Wallfahrt wieder auf, und um die Jahrhundertwende kamen wieder elf Prozessionen nach Wenigzell, die sich 1925 auf 7 verminderten. Heute kommen noch jährlich drei Prozessionen nach Wenigzell: Aus Raach am Hochgebirge (seit 1825); aus Götzendorf bei Pinggau (seit 1825) und aus Kirchberg am Wechsel.